# 羽冠奇矮鮋
羽冠奇矮鮋，為輻鰭魚綱鮋形目鮋亞目奇矮鮋科的其中一種，為亞熱帶海水魚，分布於澳洲南部海域，為特有種，棲息深度40-80公尺，體長可達27公分，棲息在大陸棚底層水域，生活習性不明。